# Sportschule Frankfurt (Oder)
Die Sportschule Frankfurt (Oder) wurde am 1. September 1954 als Kinder- und Jugendsportschule gegründet. 1956 erfolgte die Profilierung in den Sportarten Leichtathletik und Turnen. 1959 kam der Moderne Fünfkampf dazu. Die Schule ist seit den 1990er-Jahren eine sportbetonte Gesamtschule und eine Eliteschule des Sports, die acht Sportarten im Leistungssport-Bereich anbietet: Ringen, Judo, Sportschießen, Gewichtheben, Radsport, Fußball, Handball und Boxen.
An der Sportschule lernen etwa 500 Schüler, die zum größten Teil Leistungssport betreiben. 
Die Sportschule liegt an der Kieler Straße und gehört zum Olympiastützpunkt Cottbus/Frankfurt (Oder). Mit zahlreichen Erfolgen bei Welt- und Europameisterschaften sowie Olympischen Spielen gehört sie zu den erfolgreichsten Sportschulen in Deutschland. Erfolgreiche Sportler wie Henry Maske und Torsten May (Boxen), Marko Spittka (Judo), Manfred Kurzer (Schießen), Maik Bullmann (Ringen), Judith Arndt (Radsport), Udo Beyer (Kugelstoßen), Hans-Georg Beyer (Handball) und Klaus Köste (Turnen) besuchten diese Schule und trainierten dort.
Der Schulkomplex bietet hervorragende Trainingsbedingungen. Unter anderem sind eine Radrennbahn in der benachbarten Oderlandhalle, mehrere erstklassige Sporthallen, ein Stadion, Schwimmbecken, Kraftraum etc. vorhanden. Die Besonderheit der Schule liegt im Ganztagesangebot, bei dem Schule und Training zwecks beiderseitigem Erfolg miteinander abgestimmt werden.

## Ehemalige Schüler
- Angelika Peter, Leichtathletin und Moderne Fünfkämpferin; Ministerin für Bildung, Jugend und Sport des Landes Brandenburg (1994–99)
- Raimund Bethge, Bundestrainer im Skeleton- und Bobsport (1990–2010)